# Mazda AZ-Offroad
Der Mazda AZ-Offroad ist ein kleiner Geländewagen des japanischen Automobilherstellers Mazda. Er zählt zu den in Japan sehr beliebten Kei-Cars, die steuerbegünstigt sind. Der Name AZ kommt von Mazdas Kei-Car-Marke Autozam. Der AZ-Offroad ist baugleich mit der Kei-Car-Version des Suzuki Jimny. Der Wagen wurde erstmals 1998 angeboten, allerdings nur in Japan. Einige Exemplare haben es bis nach Russland oder Großbritannien geschafft. Das Fahrzeug wird von einem 660 cm³ großen Suzukimotor mit Turboaufladung angetrieben, der 47 kW (64 PS) leistet.

## Ausstattung
Serienmäßig ist ein Allradantrieb, ein CD-Radio und eine Zentralverriegelung. Optional konnte man ein MP3-Radio, eine Klimaanlage, Ledersitze, ein Navigationssystem, Windabweiser an den Seitenscheiben, Parksensoren hinten und Nebelscheinwerfer bestellen.